# Muziektherapie
Muziektherapie is een vorm van preverbale psychotherapie. Het is een methodische vorm van hulpverlening waarbij muzikale middelen binnen een therapeutische relatie worden gehanteerd om verandering, ontwikkeling, stabilisatie of acceptatie te bewerkstelligen op emotioneel, gedragsmatig, cognitief, sociaal of lichamelijk gebied. Centraal staat de therapeutische relatie tussen een of meerdere patiënten en een of meerdere therapeuten die de behandeling van stoornissen in het gedrag en beleving tot doel heeft. Door gericht gebruik te maken van muziek in al haar verschijningsvormen biedt dit eigen specifieke psychotherapeutische mogelijkheden in de behandeling van psychische problemen. Het vormgeven en doorwerken van deze problemen op het muzikaal symbolisch niveau en de verbale reflectie daarover doet inzicht ontstaan in de eigen psychische problematiek, zodat stoornissen in gedrag en beleving verminderd en opgelost worden.
Veel muziektherapeuten in Vlaanderen maken gebruik van een psychodynamisch denkkader. Muziektherapie wordt daar vooral ingezet als non-verbale psychotherapie in psychiatrische centra en de gezondheidszorg.  In Nederland wordt muziektherapie vooral ingezet als vorm van gedragstherapie. Muziektherapie kan ook worden ingezet in de behandeling van verstandelijk gehandicapten en in de ouderenzorg. Doordat taal bij de muziektherapeutische behandeling amper een rol hoeft te spelen, is deze behandelvorm uitermate geschikt voor deze doelgroep.

## Opleiding
De Nederlandse opleidingen voor het beroep van muziektherapeut ontstonden in de jaren zestig, onder meer aan het sociaalpedagogisch opleidingsinstituut Middeloo in Amersfoort (later gefuseerd met de Jelburg te Baarn, nu opgegaan in de Hogeschool Utrecht). Tot die tijd waren muziektherapeuten vaak professionele musici die zelf zorgden voor hun eigen bijscholing tot muziektherapeut.
In Nederland bestaan momenteel verschillende hbo-niveau instellingen die opleiden voor het beroep van muziektherapeut. Er zijn meerdere opleidingen voor Vak therapie met als specialisatierichting muziek. Dit zijn opleidingen aan de Hogeschool Utrecht, de Hogeschool Leiden, de Stenden Hogeschool in Leeuwarden, de Hogeschool van Arnhem en Nijmegen en de Hogeschool Zuyd in Heerlen. Ook andere vormen van creatieve therapie worden aan die opleidingen onderwezen. Daarnaast wordt bij ArtEZ-conservatorium te Enschede en Rotterdam ook opgeleid tot muziektherapeut. 
Verder bestaan er in Nederland ook privéopleidingen buiten het reguliere onderwijs. Dat zijn geen nationale erkende opleidingen, noch worden ze erkend door de European Music Therapy Confederation (EMTC).
In Vlaanderen was muziektherapie lange tijd minder prominent aanwezig in de hulpverlening. Door professionalisering van de opleiding op academisch niveau (een samenwerkingsverband tussen LUCA School of Arts en universitaire psychotherapie-opleiding), groeide deze vorm van psychotherapie in België uit tot een erkende psychotherapievorm die in de hulpverlening alom aanwezig is. Aan LUCA School of Arts, campus Lemmens, wordt een gerenommeerde internationale opleiding tot Master in de Muziektherapie aangeboden en een BanaBa aan de Arteveldehogeschool als een onderdeel van de creatieve therapie Bachelor-na-Bachelor.
Doctoraal onderzoek in de muziektherapie is enkel aan het LUCA School of Arts mogelijk. Dit is binnen de onderzoekseenheid Music & Drama te Leuven